# Mariene ecoregio Beaufortzee - continentale kust en plat
De Mariene ecoregio Beaufortzee - continentale kust en plat (12) (Engels: Beaufort Sea — continental coast and shelf marine ecoregion) is een biogeografische regio en ligt in de Noordelijke IJszee in het Marien rijk Arctica. De mariene ecoregio is vastgesteld door het World Wide Fund for Nature en The Nature Conservancy en is vernoemd naar de kust en het continentaal plat van de Beaufortzee.
In het oosten grenst het gebied aan de mariene ecoregio Beaufort-Amundsen-Viscount Melville-Koningin Maud (11) en in het westen aan de mariene ecoregio Tsjoektsjenzee (13).

## Geografie
De mariene ecoregio ligt in de Noordelijke IJszee voor de noordkust van Alaska in de Verenigde Staten en de noordwestkust van Canada met de territoria Yukon en Northwest Territories. Het gebied ligt in de Beaufortzee tussen Point Barrow bij Utqiaġvik (Alaska) en het noordelijkste punt van Northwest Territories in Canada.
Door het gebied stroomt de Beaufortgyre.

## Biogeografie
Het gebied kent zeeleven dat houdt van arctische temperaturen.